# John Roche
John Michael Roche (Nueva York, Nueva York, 26 de septiembre de 1949) es un exjugador de baloncesto estadounidense que jugó seis temporadas en la ABA, otras tres en la NBA y una más en la liga italiana. Con 1,90 metros de altura, jugaba en la posición de base.

## Trayectoria deportiva

### Universidad
Jugó durante cuatro temporadas con los Gamecocks de la Universidad de Carolina del Sur, en las que promedió 22,5 puntos, 3,4 asistencias y 2,5 rebotes por partido. Lideró a los Gamecocks en la consecución del título de la Atlantic Coast Conference en 1971, lo que conllevó la primera apariciónen la historia de la universidad en el Torneo de la NCAA. Tiene el récord de anotación en un partido con 56 puntos conseguidos ante Furman, y fue incluido en el mejor quinteto de la conferencia en sus tres últimas temporadas, siendo elegido Baloncestista del Año de la ACC en 1969 y 1970. Además, fue incluido en el segundo mejor quinteto All-American en 1970 y 1971.

### Profesional
Fue elegido en la decimocuarta posición del Draft de la NBA de 1971 por Phoenix Suns, y también por los Kentucky Colonels en el draft de la ABA, quienes vendieron sus derechos a New York Nets eligiendo esta última opción. Titular indiscutible desde el primer momento, en su primera temporada terminó con 12,9 puntos y 3,2 asistencias por partido, lo que le valió para ser incluido en el Mejor quinteto de rookies de la ABA. Jugó una temporada y media más con los Nets, siendo traspasado en 1974 a los Kentucky Colonels a cambio de Mike Gale y Wendell Ladner. Allí terminó la temporada como titular, pero al año siguiente se vio relegado al banqillo, siendo finalmente traspasado a los Utah Stars. En los Stars recuperó la titularidad, realizando sus mejores números de su carrera, 16,5 puntos y 4,9 asistencias por partido, hasta que la franquicia desapareció anter del término de la temporada.
Mientras tanto, en la NBA los Phoenix Suns habían traspasado sus derechos a Los Angeles Lakers a cambio de Pat Riley, fichando por el equipo californiano. Allí se encontró con la competencia de jugadores como Gail Goodrich o Lucius Allen en su mismo puesto, por lo que apenas jugó algo más de 3 minutos por partido. Tras ser despedido y encontrarse sin equipo, aceptó it a jugar una temporada al Sinudyne Bologna de la liga italiana, en la que promedió 21,6 puntos por partido.
Tras una temporada en blanco, en 1979 fichó como agente libre por Denver Nuggets, donde jugó sus tres últimos años como profesional, retirándose al término de la temporada 1981-82.

## Estadísticas de su carrera en la NBA y la ABA

### Temporada regular
| Temp.   | Edad | Equipo     | Liga  | P   | TIT | MIN  | TC  | TCA  | %TC  | 3P  | 3PA | %3P  | TL  | TLA | %TL  | R.OF. | R.DEF. | REB | ASIS | ROB | TAP | PER | FP  | PTS  |
| 1971-72 | 22   | N. York    | ABA   | 82  |     | 31.6 | 4.9 | 10.5 | .469 | 0.1 | 0.4 | .343 | 2.9 | 3.8 | .772 | 0.5   | 1.5    | 2.1 | 3.2  |     |     | 2.3 | 2.6 | 12.9 |
| 1972-73 | 23   | N. York    | ABA   | 77  |     | 34.0 | 5.2 | 11.8 | .443 | 0.4 | 1.3 | .330 | 3.4 | 4.5 | .764 | 0.4   | 1.5    | 1.9 | 4.5  |     |     | 2.7 | 2.2 | 14.4 |
| 1973-74 | 24   | TOTAL      | ABA   | 84  |     | 26.0 | 4.7 | 9.9  | .479 | 0.4 | 1.3 | .343 | 1.8 | 2.1 | .836 | 0.4   | 1.0    | 1.5 | 4.3  | 0.7 | 0.2 | 2.2 | 1.9 | 11.6 |
| 1973-74 | 24   | N. York    | ABA   | 50  |     | 25.1 | 4.5 | 9.2  | .487 | 0.5 | 1.4 | .382 | 1.9 | 2.3 | .842 | 0.3   | 0.9    | 1.2 | 4.2  | 0.8 | 0.1 | 2.1 | 1.7 | 11.4 |
| 1973-74 | 24   | Kentucky   | ABA   | 34  |     | 27.2 | 5.1 | 10.9 | .469 | 0.3 | 1.1 | .270 | 1.5 | 1.9 | .825 | 0.5   | 1.3    | 1.9 | 4.6  | 0.5 | 0.3 | 2.3 | 2.1 | 12.0 |
| 1974-75 | 25   | TOTAL      | ABA   | 58  |     | 23.9 | 4.2 | 8.8  | .473 | 0.2 | 0.8 | .295 | 1.5 | 1.8 | .802 | 0.4   | 1.2    | 1.6 | 3.3  | 0.8 | 0.1 | 1.8 | 1.8 | 10.0 |
| 1974-75 | 25   | Kentucky   | ABA   | 19  |     | 13.6 | 1.5 | 4.2  | .367 | 0.1 | 0.4 | .143 | 0.8 | 0.9 | .833 | 0.2   | 0.3    | 0.5 | 1.8  | 0.4 | 0.1 | 0.9 | 1.2 | 3.9  |
| 1974-75 | 25   | Utah       | ABA   | 39  |     | 28.9 | 5.4 | 11.0 | .493 | 0.3 | 0.9 | .324 | 1.8 | 2.3 | .795 | 0.4   | 1.7    | 2.2 | 4.0  | 1.1 | 0.2 | 2.2 | 2.1 | 13.0 |
| 1975-76 | 26   | TOTAL      | TOTAL | 31  |     | 17.3 | 3.7 | 7.3  | .509 | 0.3 | 0.8 | .346 | 1.1 | 1.5 | .733 | 0.2   | 0.7    | 0.9 | 2.7  | 0.5 | 0.0 | 1.6 | 1.7 | 8.8  |
| 1975-76 | 26   | Utah       | ABA   | 16  |     | 30.3 | 7.0 | 13.3 | .528 | 0.6 | 1.6 | .346 | 1.9 | 2.6 | .756 | 0.3   | 1.3    | 1.6 | 4.9  | 0.9 | 0.1 | 3.2 | 2.9 | 16.5 |
| 1975-76 | 26   | L.A.Lakers | NBA   | 15  |     | 3.5  | 0.2 | 0.9  | .214 |     |     |      | 0.1 | 0.3 | .500 | 0.0   | 0.2    | 0.2 | 0.4  | 0.0 | 0.0 |     | 0.5 | 0.5  |
| 1979-80 | 30   | Denver     | NBA   | 82  |     | 27.9 | 4.3 | 9.0  | .478 | 0.6 | 1.6 | .380 | 2.1 | 2.5 | .866 | 0.3   | 1.1    | 1.4 | 4.9  | 1.0 | 0.1 | 1.9 | 1.7 | 11.4 |
| 1980-81 | 31   | Denver     | NBA   | 26  |     | 23.5 | 3.2 | 6.9  | .458 | 0.3 | 1.0 | .333 | 2.2 | 3.0 | .753 | 0.2   | 1.2    | 1.4 | 5.4  | 0.7 | 0.3 | 2.0 | 1.7 | 8.9  |
| 1981-82 | 32   | Denver     | NBA   | 39  | 2   | 12.8 | 1.7 | 3.8  | .453 | 0.6 | 1.3 | .442 | 0.7 | 1.0 | .737 | 0.1   | 0.5    | 0.6 | 2.3  | 0.4 | 0.1 | 0.7 | 1.0 | 4.8  |
| Total   |      |            | TOTAL | 479 | 2   | 26.5 | 4.3 | 9.2  | .469 | 0.4 | 1.1 | .355 | 2.2 | 2.7 | .792 | 0.4   | 1.2    | 1.5 | 3.9  | 0.7 | 0.1 | 2.1 | 1.9 | 11.2 |
|         |      |            | ABA   | 317 |     | 29.2 | 4.9 | 10.5 | .469 | 0.3 | 1.0 | .332 | 2.4 | 3.1 | .783 | 0.4   | 1.3    | 1.8 | 3.9  | 0.8 | 0.1 | 2.3 | 2.2 | 12.6 |
|         |      |            | NBA   | 162 | 2   | 21.3 | 3.1 | 6.7  | .468 | 0.6 | 1.4 | .389 | 1.6 | 2.0 | .819 | 0.2   | 0.9    | 1.1 | 4.0  | 0.7 | 0.1 | 1.6 | 1.4 | 8.4  |

### Playoffs
| Temp. | Edad | Equipo   | Liga | P  | MIN  | TCA | TC  | 3PA | 3P | TLA | TL  | R.OF. | REB | ASIS | ROB | TAP | PER | FP | PTS | %TC  | %3P  | %FT  | MIN  | PTS  | REB | AST |
| 1972  | 22   | N. York  | ABA  | 18 | 763  | 163 | 343 | 10  | 30 | 89  | 118 |       | 31  | 84   |     |     | 53  | 42 | 425 | .475 | .333 | .754 | 42.4 | 23.6 | 1.7 | 4.7 |
| 1973  | 23   | N. York  | ABA  | 4  | 83   | 16  | 33  | 2   | 6  | 7   | 12  | 0     | 1   | 10   |     |     | 7   | 7  | 41  | .485 | .333 | .583 | 20.8 | 10.3 | 0.3 | 2.5 |
| 1974  | 24   | Kentucky | ABA  | 8  | 197  | 39  | 85  | 7   | 14 | 6   | 11  | 3     | 9   | 27   | 3   | 2   | 23  | 6  | 91  | .459 | .500 | .545 | 24.6 | 11.4 | 1.1 | 3.4 |
| 1975  | 25   | Utah     | ABA  | 6  | 196  | 41  | 82  | 8   | 15 | 13  | 15  | 8     | 15  | 43   | 9   | 2   | 12  | 16 | 103 | .500 | .533 | .867 | 32.7 | 17.2 | 2.5 | 7.2 |
| Total |      |          | ABA  | 36 | 1239 | 259 | 543 | 27  | 65 | 115 | 156 | 11    | 56  | 164  | 12  | 4   | 95  | 71 | 660 | .477 | .415 | .737 | 34.4 | 18.3 | 1.6 | 4.6 |